# Francis Rossall Sandford
Francis Rossall Sandford, britanski general, * 1898, † 1962.